# 京都高等工藝學校 (舊制)

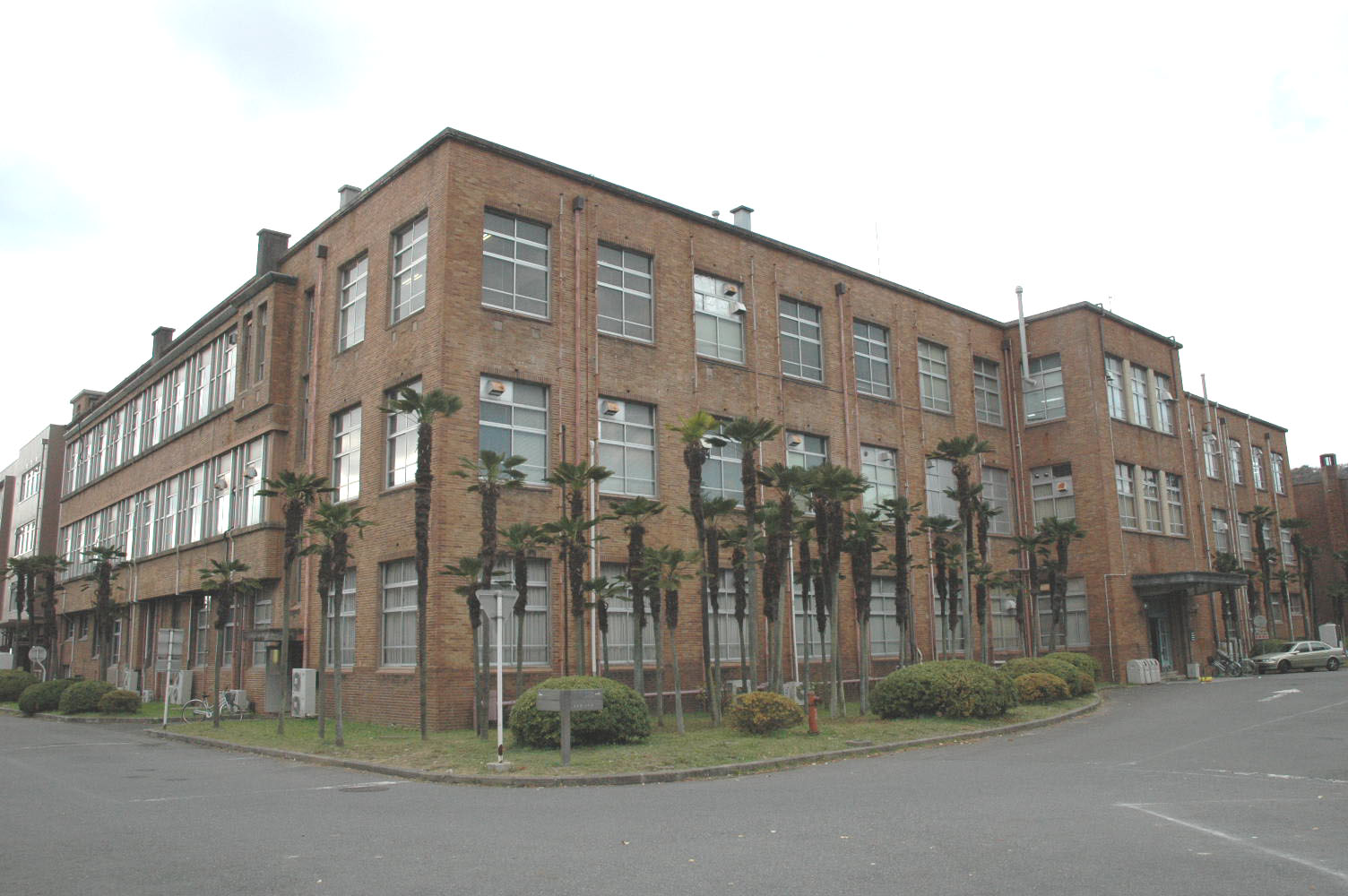
舊松崎校區本館現狀（設計:本野精吾）

京都高等工藝學校（日文：京都高等工芸学校，きょうとこうとうこうげいがっこう），是明治三十五年（1902年）設立的舊制專門學校（實業專門學校）。簡稱為京都高工。

## 概要
- 隨著明治時代的工業現代化，日本政府除於東京、大阪設立東京工業大學、大阪工業大學之外，亦在京都設立京都高等工藝學校作為第三所官立高等工業學校。京都高工隨後成為知名的工藝（產業設計）専業教育中心。
- 創校時，本科（修業年限3年）設置有色染科、機織科、圖案科3科（包含美術學校的領域）。當時設有圖案科的學校僅有東京美術學校・東京高等工業學校。
- 第二次世界大戰時改稱京都工業專門學校（簡稱京都工專）。
- 戰後日本學制改革，成為新制京都工藝纖維大學工藝學部（現稱「工藝科學部」）的主體。
- 校友會稱為「京都工大會」，為舊制、新制（舊工藝學部）合一的校友會。2006年繊維學部、工藝學部合併為工藝科學部後，校友會也朝向「京都工藝繊維大學同窗會 （KIT同窗會）」統合。

## 沿革

### 京都高等工藝學校時代
- 1899年2月：第13帝國議會決議於京都市設置官立工藝學校。
- 1901年3月：在京都上京區吉田町（今左京區吉田泉殿町）的校地開始動工興建校舍。
- 1902年3月28日：設置京都高等工藝學校（依據勅令第98號）。
- 1903年4月：納入〈專門學校令〉規範。
- 1903年9月10日：第1屆招生入學。
  - 設置本科（3年修業年限）：色染科、機織科、圖案科。
  - 本科區分為以中學校畢業生為入學資格的第1部、工業學校畢業生入學的第2部（直到1923年）。
- 1905年：制定校歌「比叡の山を背に負いて」。
- 1913年11月：在京都的校友發起成立校友會「多久美会」。
- 1914年：變更每學年之開始為4月。
- 1920年11月：大學昇格運動開始。
  - 前校長中澤建議變更專攻科設置運動。取消設置專攻科。
- 1926年5月：校友會「京都高工会」設立。
- 1929年： 本科增設陶磁器科。
- 1930年11月：遷移到愛宕郡松ヶ崎村（今京都左京区松ヶ崎橋上町）。
  - 同年制定新校歌「紫匂ふ比叡のみ山」（金井喜右衛門作詞、信時潔作曲）。
- 1932年10月：舉行建校30周年記念祭、新築校舍落成記念祭。
- 1937年：本科陶磁器科改名窯業科。
- 1939年4月：本科增設精密機械科、人造繊維科。
  - 同月，設置二年制夜間機械技術員養成科。
- 1941年3月：將機械技術員養成科改組為三年制夜間機械専攻科。
- 1942年4月：本科增設機械科、第二部精密機械科（四年制夜間課程）。

### 京都工業專門學校時代
- 1944年4月1日：改校名為京都工業專門學校。
  - 本科學科設置與改名：窯業科、化學工業科（舊人造繊維科）、建築科（舊圖案科）、紡織科（舊色染科合併舊機織科）、機械科（舊精密機械科合併舊機械科）。
  - 夜間專攻科與第二部精密機械科統合改設第二部機械科（四年制夜間課程）。
  - 別科設置工業技術員養成科（機械科，一年制夜間課程）。
- 1945年4月：本科增設電氣通信科。
- 1946年：電氣通信科改稱電氣科。
- 1949年5月31日：發起成立新制京都工藝纖維大學。
  - 舊制京都工專改制成為京都工藝纖維大學工藝學部（機織工業學科、建築工藝學科、色染工藝學科、窯業工藝學科）之主體。
  - 機械科、電氣科、化學工業科則不被新制大學承接。
- 1951年3月：廢止舊制京都工業專門學校。
  - 1951年4月：舊京都工專機械科、第二部機械科、電氣科、化學工業科改組設置京都工藝纖維大學工業短期大學部（創立時之學科：機械電氣科、化學工業科，為三年制夜間課程）。

## 歴代校長
- 首任：中澤岩太（1903年4月－1918年7月）
- 第二任：鶴巻鶴一（1918年7月－1926年4月）
- 第三任：村上宇一（1926年4月－1943年12月）
- 第四任：田中正三郎（1943年12月－1945年11月）
- 第五任：坪井道三（1945年11月－1948年3月26日，死於任上）
  - 前長岡工業專門學校校長。
- 第六任：小島幸三郎（1948年3月－1950年11月）
  - 新制京都工藝纖維大學工藝學部初任學部長。

## 著名教職員
- 西田幾多郎，哲學家。
- 武田五一，建築家。
- 吉武東里，建築家、畢業生。
- 本野精吾，建築家。
- 浅井忠，畫家。

## 校友
- 坂元親男，原北海道開發廳、沖繩開發廳長官。
- サトウサンペイ（佐藤幸一），漫畫家。
- 吉武東里，建築家。
- 白井晟一，建築家。
- 山六郎，插畫家、設計師。
- 劉勳麟，中國清末政治人物，民國教育家。
- 林葆家，台灣陶藝家。

## 校地
京都高等工藝學校建校於京都市近郊上京区吉田町（今左京区吉田泉殿町）的校地。但是1928年學科增設後，吉田校地變過於狹小，且京都市電車東山線延伸以及道路拓寬使校地進一步被削減，京都高工於1930年在京都府愛宕郡松ヶ崎村（今左京区松ヶ崎橋上町）新建校舍並遷移。松崎校地為之後的新制京都工藝繊維大學承接使用到現在。遷校時新建的學校本館由當時的教授、建築家本野精吾設計，現在由京都工繊大學3號館使用，且被指定為國家登錄有形文化財。遷移之後，原有吉田校地由鄰近的京都帝國大學接管，即現在的京都大學西部講堂。

## 相關書籍
- 京都工藝繊維大學開學100週年、大學創立50週年事業基本計劃委員會記念誌刊行專門部會編《京都工藝繊維大學百年史》（2001年3月）

## 外部連結
- 京都工芸繊維大学
- 京都工大会、KIT同窓会校友會